# Phascolosoma falcidentatum
Phascolosoma falcidentatum är en stjärnmaskart som först beskrevs av Sluiter 1882.  Phascolosoma falcidentatum ingår i släktet Phascolosoma och familjen Phascolosomatidae. Inga underarter finns listade i Catalogue of Life.